# Deslizamiento (señalización ferroviaria)
El deslizamiento (en ocasiones se emplea el término en inglés, "overlap") se define como la distancia que recorre un tren en caso de frenado de emergencia por rebase no autorizado de una señal en rojo. La distancia de deslizamiento ha de quedar libre tras dicha señal para permitir el rebase no autorizado debido al frenado tardío de un tren. Se trata de un margen de seguridad entre la señal y el final de la frenada, para que aunque un tren no logre detenerse a la altura de la señal, aún tenga el deslizamiento para terminar de frenar sin encontrarse otro tren en la vía.

## Descripción
Generalmente un tren tiene suficiente distancia de frenado para parar a la altura de una señal de parada, pero en el caso de que el tren no pudiera parar al llegar a la señal por algún motivo (niebla, humo, raíles resbaladizos, fallo de los frenos, despiste o incapacitación del conductor, etc.), aún tendría la distancia de deslizamiento que permitiría que el tren parara sin encontrar otro tren en la vía.
La distancia de deslizamiento depende del tipo de tren, según la capacidad de deceleración máxima.
En la práctica puede ser una longitud predeterminada, o puede calcularse como la distancia de frenado de emergencia correspondiente al gradiente y velocidad específicos del tramo de vía

## Uso en distintos países
El deslizamiento se emplea de formas diferentes en distintos países y con distintos tipos de señalización ferroviaria.
- Datos: Q1267137